# 格鲁兹斯科耶农村居民点
格鲁兹斯科耶农村居民点（俄语：Грузсчанское сельское поселение）是俄罗斯联邦别尔哥罗德州鲍里索夫卡区所属的一个农村居民点。其下辖有5个居民点，行政中心为格鲁兹斯科耶。据2016年统计，该农村居民点的人口为1543人。